# Динамик Тоголе
«Динами́к Тоголе́» (фр. Dynamic Togolais) — тоголезский футбольный клуб из города Ломе. Основан в 1961 году. Выступает в чемпионате Того. Домашние матчи проводит на стадионе «Эгое-Нивие», вмещающем 10 000 зрителей.

## История
Клуб был основан в 1961 году. Является шестикратным чемпионом Того и трёхкратным обладателем кубка Того. В 2012 году «Динамик» выиграл высшую лигу и получил право сыграть в Лиге чемпионов КАФ 2013. В квалификации соперником стала конголезская «Вита».

## Достижения
- Чемпион Того: 6

1970, 1971, 1997, 2001, 2004, 2012
- Обладатель кубка Того: 3

2001, 2002, 2005

## Участие в международных соревнованиях
- Лига чемпионов КАФ: 2 участия

1998 — Первый раунд
2002 — Предварительный раунд
- Кубок обладателей кубков КАФ: 2 участия

1971 — Четвертьфинал
1972 — Второй раунд
- Кубок Конфедерации КАФ: 3 участия

2004 — Предварительный раунд
2006 — Предварительный раунд
2011 — Предварительный раунд
- Кубок обладателей кубков КАФ: 1 участие

2003 — Первый раунд